# パーシー・ウィットロック
パーシー・ウィットロック（Percy (William) Whitlock, 1903年6月1日 ケント州チャタム — 1946年5月1日 ボーンマス）はイギリスのオルガニスト・作曲家。
ロンドン王立音楽大学でレイフ・ヴォーン＝ウィリアムズに師事し、すぐにヴォーン＝ウィリアムズとエルガーの作風を折衷した音楽語法を編み出す。その結果は、著しく官能的な和声法に顕著であり、とりわけジョージ・ガーシュウィンなど1920年代のポピュラー音楽の作曲家の痕跡をたどることができる。ヴォーン＝ウィリアムズやディーリアスと同じく、しばしば民謡調に響く旋律を用いているが、実際のところは自分で創った旋律である。
1921年から1930年までウィットロックは、ケント州のロチェスター大聖堂でオルガニスト助手を務める。その後は1930年から1935年まで、ボーンマスで聖公会のセント・スティーヴン教会の楽長に就任するとともに、自治体に雇われたオルガニストとしての役割も負い、その任務によって、市内のパヴィリオン劇場で定期的に演奏を行なった。1935年以降は、同劇場の常勤演奏家として働いた。機関車好きが昂じ、自分の趣味について長々と巧みに文章を残した。
ウィットロックのオルガン作品には、次のようなものがある。
- 5つの小品 Five Short Pieces (1929年)
- 4つの即興 Four Extemporisations (1933年。題名と違ってなかなかの力作)
- 詩篇唱による7つのスケッチ Seven Sketches on Verses of the Psalms (1934年)
- オルガン・ソナタ ハ短調 (1935/36年)
- プリマス組曲 Plymouth Suite (1937年、おそらく一番の傑作)
- オルガンと管弦楽のための交響曲 ト短調 Organ Symphony (1937年)

このうち最後のオルガン交響曲は、滅多に演奏されないし、（この作品を聞いたり、譜面を読んだことのある数少ない人たちに言わせるなら）一番の代表作というわけでもない。ウィットロックの作品で最も説得力をもって表現されているのは、むしろ性格的小品であり、小品作家としてウィットロックは、より有名な他の作曲家と張り合うことができるのである。とはいえ近年では、《オルガン・ソナタ》の再評価も著しい。学生時代の習作を除けば唯一のオルガン・ソナタであり、ディーリアスの管弦楽曲《春初めてのカッコウの声を聴いて On Hearing the First Cuckoo in Spring 》をもじった副題〈春にラフマニノフの第2交響曲を聞いて On hearing the second Rachmaninow in spring 〉が付けられている。ウィットロックはリヒャルト・シュトラウスやシベリウスと並んでラフマニノフに親しみを感じており、1934年にラジオ放送で聴いたラフマニノフの交響曲に戦慄を覚えて、この作品を書き上げたと言われている。ちなみにこの作品とオルガン交響曲では、ラフマニノフの交響曲第2番からの引用句が含まれている。
ウィットロックは20代で結核に冒され、43歳の誕生日を数週間後に控えて急死した。病はウィットロックの命だけでなく、イギリス楽壇の鮮烈な個性をも奪ったのである。死後ウィットロックは数十年の間おおかた忘れられていた。このような無頓着は近年になって、ロマン派及び後期ロマン派音楽のオルガン曲の復活に伴って和らぎつつあり、ウィットロックの作品もCD化されるようになった。ウィットロック作品のいっそうの周知を狙いとして、パーシー・ウィットロック財団が結成され、作曲者に関する論文の出版や、演奏会などの行事の開催の調整を行なっている。財団書記のマルコム・ライリーは、1998年にウィットロックに関する評伝を発表した。